# Іоселіані Отар Давидович
Отар Давидович Іоселіані, (груз. ოთარ იოსელიანი; 2 лютого 1934, Тбілісі — 17 грудня 2023) — грузинсько-французький кінорежисер, сценарист, актор. З 1982 року мешкав і працюв у Франції, куди емігрував у зв'язку з проблемами з радянською цензурою.

## Біографія
Отар Іоселіані народився 2 лютого 1934 року в Тбілісі, Грузія.
Вчився на механіко-математичному факультеті Московського державного університету. У 1961 році закінчив режисерський факультет ВГІКу (майстерня О. Довженко, М. Чіаурелі).
У 1961 році Іоселіані поставив короткометражну стрічку «Квітень», а в 1964 році зняв документальний фільм «Чавун», показавши у ньому один день роботи металургійного заводу. Вже для цих фільмів був характерний оригінальний режисерський стиль, який яскраво виявився в його першій повнометражній картині «Листопад» (1966 рік), яка була відзначена в Каннах і отримала нагороду ФІПРЕССІ та Жоржа Садуля за найкращий дебют. У 1971 році на екрани вийшов фільм «Жив співучий дрізд», а в 1976 році режисер поставив «Пастораль», який отримав приз ФІПРЕССІ на Берлінському фестивалі.
З початку 1980-х років Отар Іоселіані працював у Франції, там він зняв декілька документальних і короткометражних картин: у 1984 році фільм «Фаворити Місяця», нагороджений на Венеціанському кінофестивалі Спеціальним призом журі. Цією ж премією були відзначені ще два фільми Іоселіані— «І стало світло» (1989 рік) і «Розбійники. Глава 7» (1996 рік). У 1999 році на екрани вийшов новий фільм Отара Іоселіані, у якому він зіграв одну з головних ролей, — «Прощавай, рідний дім». Лауреат Царськосельської художньої премії (2001 рік).

## Режисер
- Акварель (1958 рік)
- Саповнела (1959 рік)
- Квітень (груз. აპრილი, 1961 рік)
- Чавун (1964 рік)
- Листопад (1966 рік)
- Старовинна грузинська пісня (фр. Dzveli qartuli simgera, 1969 рік)
- Жив співучий дрізд (1970 рік)
- Пастораль (1975 рік)
- Еускади, літо 1982 (фр. Euzkadi été 1982, 1983 рік)
- Сім п'єс для чорно-білого кіно (фр. Sept pièces pour cinéma noir et blanc, 1983 рік)
- Фаворити Місяця (1984 рік)
- Маленький монастир у Тоскані (фр. Un petit monastère en Toscane, 1988 рік)
- І стало світло (фр. Et la lumière fut, 1989 рік)
- Полювання на метеликів (фр. La Chasse aux papillons, 1992 рік)
- Грузія одна (фр. Seule, Georgie, 1994 рік)
- Розбійники. Глава 7 (1996 рік)
- Прощавай, рідний дім (фр. Adieu, plancher des vaches!, 1999 рік)
- Ранок понеділка (фр. Lundi matin, 2002 рік)
- Сади восени (2006 рік)
- Шантрапа (фр. Chantrapas, 2010 рік)
- Зимова пісня (фр. Chant d'hiver, 2015 рік)

## Сценарист
- Саповнела (1959 рік)
- Квітень (груз. აპრილი, 1961 рік)
- Чавун (1964 рік)
- Старовинна грузинська пісня (фр. Dzveli qartuli simgera, 1969 рік)
- Жив співучий дрізд (1970 рік)
- Пастораль (1975 рік)
- Еускади, літо 1982 (фр. Euzkadi été 1982, 1983 рік)
- Фаворити Місяця (1984 рік)
- Маленький монастир у Тоскані (фр. Un petit monastère en Toscane, 1988 рік)
- І стало світло (фр. Et la lumière fut, 1989 рік)
- Полювання на метеликів (фр. La Chasse aux papillons, 1992 рік)
- Грузія одна (фр. Seule, Georgie, 1994 рік)
- Розбійники. Глава 7 (1996 рік)
- Прощавай, рідний дім (фр. Adieu, plancher des vaches!, 1999 рік)
- Ранок понеділка (фр. Lundi matin, 2002 рік)
- Сади восени (2006 рік)
- Шантрапа (фр. Chantrapas, 2010 рік)

## Актор
- Історія однієї дівчинки (1960 рік)
- Мій блондине, чуєш ти в місті? (фр. Ma blonde, entends-tu dans la ville?, 1980 рік) — синдикаліст
- Сім п'єс для чорно-білого кіно (фр. Sept pièces pour cinéma noir et blanc, 1983 рік)
- Він син Гасконі (фр. Le Fils de Gascogne, 1995 рік) — грає самого себе
- Прощавай, рідний дім (фр. Adieu, plancher des vaches!, 1999 рік) — батько
- Ранок понеділка (фр. Lundi matin, 2002 рік) — Ензо ді Мартіно
- Інше око (фр. L' Oeil de l'autre, 2005 рік) — фотограф
- Сади восени (2006 рік) — Арнольд